# Burgstall Bonnhof
Der Burgstall Bonnhof, auch Schloss Bonnhof genannt, ist eine abgegangene mittelalterliche Wasserburg in Bonnhof, einem heutigen Gemeindeteil von Heilsbronn im mittelfränkischen Landkreis Ansbach in Bayern.

## Geschichte
Ludwig der Bayer gab 1337 die Erlaubnis zu dieser Befestigung. Das Schloss war über Jahrhunderte Sitz einer Propstei des Zisterzienserklosters Heilsbronn. Es diente dem Abt des Klosters als Landsitz. Nach der Auflösung des Klosters 1578 kam die Anlage in Privatbesitz. Im 19. Jahrhundert ist das Schloss verfallen. 1966 wurde im Rahmen der Flurbereinigung der Teich verfüllt und das Gelände planiert. Erhalten blieb zum Teil der aufgemauerte Wassergraben und ein Kellergewölbe.

## Beschreibung
Das Schloss, das vermutlich aus den Steinen der abgetragenen Burg Bürglein erbaut wurde, war nicht durch Wälle und Mauern geschützt, sondern nur durch einen breiten Wassergraben, über den eine „Schlagprukken“ (Zugbrücke) führte. Das Schloss, idyllisch gelegen mit wohnlichen Räumen, diente den Heilsbronner Äbten bald als Lieblingsaufenthalt. Unter anderen waren 1460 und 1461 der Markgraf Albrecht Achilles und seine Gemahlin mit Gefolge hier einquartiert.
Der Schlosshof war durch einen 28 Meter hohen Torturm mit Kapelle, Glockentürmchen und einer Torwartwohnung zu erreichen. Das Schloss verfügte über einen zweistöckigen Wohnraum mit unten gelegener Eingangshalle, eine Küche mit Speiseraum im ersten Stock, ein Wohnzimmer, Schlafgemach und Sommerlaube im zweiten Stock. Der „Kellner“ des Probstes herbergte unter dem Dach. In einem weiteren lang gestreckten viertürigen Gebäude befand sich die Wohnung des Gerichtsknechtes, der die Gefangenen im „Fuchsloch“ (Gefängnis) bewachte und dafür eine Aufnahmegebühr und ein Entlassungsgeld erhielt.